# Caritas Christi
Caritas Christi (CC) je institut zasvěceného života v římskokatolické církvi založený ve Francii. Podle kanonického práva je sekulárním institutem papežského práva. Komunita nemá vlastní centrum, členky žijí ve svém zaměstnání a ve svém vlastním prostředí. Komunitu založili v roce 1938 dominikánský kněz Joseph-Marie Perrin (1905–2002) a laička Julietta Molland (1902–1979). 

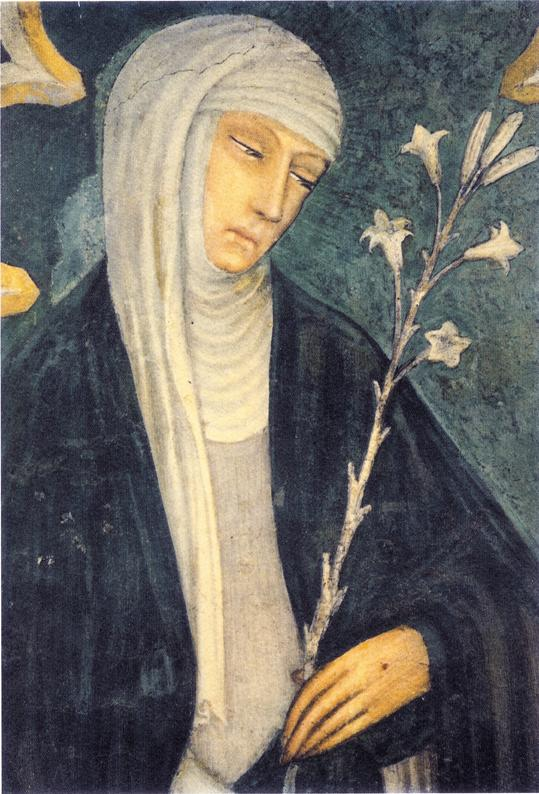
Sv. Kateřina Sienská, pravděpodobně nejstarší reprezentace (freska Andrea Vanni, 14. století)

## Historie
Julietta Molland v sobě od mládí cítila povolání žít uprostřed světa a sloužit Bohu. Společně s dominikánským knězem o. Perrinem v roce 1939 zpracovali pravidla života „Společnosti malých sester Svaté Kateřiny ze Sieny“. 4. srpna 1937 bylo zasvěceno prvních deset členek nové komunity. V roce 1938 byla ženská komunita schválena arcibiskupem Jeanem Delayem z Marseille. Ten jmenoval Juliettu Molland za první představenou. 16. června 1939 složily první ženy své slavnostní sliby před arcibiskupem z Marseille. O Letnicích 1944 ji tentýž arcibiskup schválil jako „Unii Caritas Christi“. 6. prosince 1950 byla komunita schválena jako  sekulární institut diecézního práva. 19. března 1955  byla dekretem kongregace pro řeholníky  schválena jako sekulární institut papežského práva.
Komunita se dodnes rozrostla na 1297 členů a je aktivní ve 38 zemích.  

## Spiritualita
Za svou patronku si komunita vybrala sv. Kateřinu ze Sieny. Členky žijí v duchu evangelia. Jejich slib je založen na evangelních radách, takže slibují chudobu, čistotu a poslušnost. 

## Zakladatelé
Juliette Molland se narodila 27. června 1902 v Noves ve Francii. Od mládí byla dobrovolnicí ve farnosti, pracovala jako katechetka, založila skupinu křesťanské venkovské mládeže a byla radní. V roce 1936 se setkala s otcem Josephem-Marie Perrinem a začala s ním vypracovávat konstituce pro laický řád. V roce 1939 se stala první představenou „Unie Caritas Christi“. Po několika letech, když skončila její služba v této pozici, odešla do klidného a izolovaného života. 6. srpna 1979 zemřela po dlouhé nemoci a byla pohřbena v Noves. 
Joseph-Marie Perrin se narodil v Troyes v severovýchodní Francii v roce 1905. Od dětství trpěl vážnou oční nemocí až nakonec úplně ztratil zrak. V 17 letech téměř slepý  vstoupil do dominikánského řádu a stal se knězem. Většinu svého života strávil v klášterech Marseille nebo Montpellier. Byl velmi aktivním člověkem. Byl aktivní ve francouzském odboji, proto v roce 1943 byl gestapem zatčen. S Juliette Molland byl v kontaktu od roku 1937 a založil s ní „Unii Caritas Christi“. V letech 1940 - 1975 pracoval jako duchovní poradce a kněz asistent institutu a jeho jménem cestoval po celém světě. Prezentoval institut ve Vatikánu a vedl ho také k papežskému uznání. 15. dubna 2002  byl pohřben v Provence v Ste Baume.

## Caritas Christi v Česku
Po 2. světové válce se na vysokoškolských kolejích v Brně seznámilo několik dívek. Některé byly aktivní v Katolické akci. Postupně všechny se staly členkami Třetího řádu sv. Dominika. Scházely se ke společné modlitbě i trávení volného času. Po dokončení studia se rozešly na různá pracoviště, zůstaly spojené duchovním poutem a stále se podle možností scházely k modlitbě či rekreaci. Každá z nich se rozhodla zasvětit svůj život Bohu. Hledaly, podle jaké formy by takto mohly žít.
V roce 1967 přivezla jedna z nich – lékařka - z mezinárodní lékařské konference informaci o Caritas Christi. Skupina žen poznala, že je povolaná k životu v duchu tohoto sekulárního institutu.
K této skupince se přidává skupinka dívek, kterou vede dominikánský terciář P. Václav Razik. 15. 3. 1970 bylo přijato prvních 10 členek. 1977 prvních 10 členek koná svoji donaci. Václav Razik se stává prvním knězem asistentem české skupinky. Mezi další kněze asistenty patřili například Mons. THDr. Vladimír Nováček nebo P. František Petrík.
Skupina v současnosti funguje jako československá a má 23 členek.

## Webové odkazy
- Webové stránky Caritas Christi Archivováno 12. 12. 2019 na Wayback Machine.
- Facebook Julietta Molland
- Facebook Caritas Christi
- Sekulární instituty v ČR
- Caritas Christi (anglicky)